# Russische Bibliotheek
De Russische Bibliotheek is een bijzonder project van uitgever G.A. van Oorschot en hoofdredacteur Charles B. Timmer dat vanaf 1953 in een dundrukreeks verscheen met de verzamelde werken van negentiende-eeuwse schrijvers als Dostojevski, Gogol, Poesjkin, Toergenjev, Pisemski, Saltykov, Tolstoj en Tsjechov in vertalingen van Charles B. Timmer, Karel van het Reve, Tom Eekman en anderen. De beroemde band- en omslagontwerpen zijn van de hand van Helmut Salden en later van Gerrit Noordzij. Oorspronkelijk 'voltooid' in 1973, werd zij in later jaren uitgebreid met verzamelde werken van twintigste-eeuwse schrijvers als Achmatova, Babel, Boelgakov, Boenin, Majakovski en Tsvetajeva.
In 2003 bestond de Russische Bibliotheek vijftig jaar. Zij omvat intussen ruim vijftig delen (tezamen ruim 30.000 bladzijden) en is nog grotendeels leverbaar. De Russische literatuur kende een bloeiperiode tussen de eerste publicaties van Aleksandr Poesjkin (1799-1837) en de laatste van Lev Tolstoj (1828-1910). Klassieke werken als Jevgeni Onegin van Poesjkin, Dode zielen van Gogol, Vaders en zonen van Toergenjev, Misdaad en straf van Dostojevski, Oorlog en vrede van Tolstoj en de vele korte verhalen van Tsjechov, zoals De dame met het hondje, worden nog veelvuldig  gelezen.

## Delen
Anna Achmatova
- Werken - Marja Wiebes en Margriet Berg (2007)

Isaak Babel
- Verhalen: o.a. De rode ruiterij - Froukje Slofstra (2013)

Michail Boelgakov
- Verzamelde werken deel 1 (1994)
- Verzamelde werken deel 2 (1996)
- Verzamelde werken deel 3 (1997)

Ivan Boenin
- Verzamelde werken deel 1, Verhalen 1892-1913 (1994)
- Verzamelde werken deel 2, Verhalen 1913-1930 (1996)
- Verzamelde werken deel 3; Verhalen 1937-1953 (1997)
- Verzamelde werken deel 4; Brieven, Revolutiedagboek, herinneringen, gedichten e.a. (2002)

Daniil Charms
- Verzameld werk (2018)

Fjodor Dostojevski
- Verzamelde werken deel 1: Tien romans en verhalen - A. Voogd (1958) - o.a. Arme mensen - nieuwe vertaling in 2017 door Arthur Langeveld en Madeleine Mes
- Verzamelde werken deel 2: Vijf romans - o.a. Een kleine held en Witte nachten Hans Leerink (1956) - nieuwe vertaling in 2018 door Arthur Langeveld, Madeleine Mes en Gerard Cruys
- Verzamelde werken deel 3: Twee romans - Aantekeningen uit het dodenhuis en De vernederden en gekrenkten - Heleen A. Bendien (1957)
- Verzamelde werken deel 4: Zes romans - Hans Leerink (1957)
- Verzamelde werken deel 5: Misdaad en straf - Charles B. Timmer (1956) - nieuwe vertaling in 2018 door Hans Boland
- Verzamelde werken deel 6: De idioot - Charles B. Timmer (1960) - nieuwe vertaling in 2013 door Arthur Langeveld
- Verzamelde werken deel 7: Boze geesten - Hans Leerink (1959)
- Verzamelde werken deel 8: De jongeling - Paul Rodenko (1956)
- Verzamelde werken deel 9: De gebroeders Karamazov - Jan van der Eng (1958) - nieuwe vertaling als De broers Karamazov in 2006 door Arthur Langeveld
- Verzamelde werken deel 10: Dagboek van een schrijver - Paul Rodenko (1960)
- Verzamelde werken deel 11: Brieven - Titia Bouma en Theo Veenhof - (1990)

Nikolaj Gogol
- Verzamelde werken deel 1 (1959)
- Verzamelde werken deel 2 (1962)
- Verzamelde werken deel 3 (1965)

Ivan Gontsjarov
- Oblomow (1958)

Lermontov, Herzen, Garsjin, Korolenko
- Werken (1972)

Nikolaj Ljeskov
- Romans en verhalen (1957)

Vladimir Majakovski
- Werken (1993)

Boris Pasternak
- Verhalen
- Gedichten
- Dokter Zjivago
- Brieven

Konstantin Paustovski
- Verhaal van een leven 1 - Wim Hartog (2017) - deel 1 Verre Jaren en deel 2 Onrustige jeugd
- Verhaal van een leven 2 - Wim Hartog (2018) - deel 3 Begin van een onbekend tijdperk en deel 4 De tijd van grote verwachtingen
- Verhaal van een leven 3 - Wim Hartog (2018) - deel 5 De sprong naar het Zuiden en deel 6 Boek der omzwervingen

Aleksej Pisemski
- Duizend zielen (1972)

Poesjkin
- Verzamelde werken deel 1 (1958)
- Verzamelde werken deel 3 (1988)
- Verzamelde werken deel 2 (1989)

Michail Saltykov
- De familie Golowljow (1972)

Ivan Toergenjev
- Verzamelde werken deel 3 (1955)
- Verzamelde werken deel 1 (1955)
- Verzamelde werken deel 2 (1955)
- Verzamelde werken deel 4 (1958)
- Verzamelde werken deel 5 (1988)
- Romans (2020), nieuwe uitgave, vertaling Froukje Slofstra

Lev Tolstoj
- Verzamelde werken deel 5 (1965)
- Verzamelde werken deel 6 (1966)
- Verzamelde werken deel 7 (1966)
- Verzamelde werken deel 1 (1967)
- Verzamelde werken deel 2 (1970)
- Verzamelde werken deel 8 (1972)
- Verzamelde werken 3 en 4 (2006)

Anton Tsjechov
- Verzamelde werken deel 7 (1956)
- Verzamelde werken deel 6 (1956)
- Verzamelde verhalen deel 1 (2005)
- Verzamelde verhalen deel 2 (2005)
- Verzamelde verhalen deel 3 (2006)
- Verzamelde verhalen deel 4 (2007)
- Verzamelde verhalen deel 5 (2009)

Marina Tsvetajeva
- Werken (1999)

Daarnaast is een deel met Russische kinderpoëzie verschenen onder de titel Bij mij op de maan (2016).